# Josef Schneid von Treuenfeld
Josef Schneid von Treuenfeld, též Jožef Schneid-Treuenfeld (30. prosince 1839 Vídeň – 30. září 1884 Lublaň), byl rakouský šlechtic a politik, v 2. polovině 19. století poslanec Říšské rady z Kraňska.

## Biografie
Jeho otec byl vysokým státním úředníkem, který proslul jako polyglot (znal 19 jazyků). Josef Schneid studoval práva a pak nastoupil do politické správy jako úředník. V Novo mesto působil od roku 1876 jako kabinetní koncipista, později jako dvorní rada. V roce 1878 koupil zámek Zaprice, kde trávil léto s rodinou.
Působil také jako poslanec Říšské rady (celostátního parlamentu Předlitavska), kam nastoupil ve volbách roku 1879 za kurii měst a obchodních a živnostenských komor v Kraňsku, obvod Lublaň atd. Byl stoupencem politiky Eduarda Taaffeho a přijal od slovinské Národní strany kandidaturu do Říšské rady. Rodem byl Němec a konzervativní rakouský vlastenec odmítající radikalismus. Ve volbách v roce 1879 porazil odrodilého Slovince Karla Deschmanna. Kvůli vstupu do parlamentu musel opustit práci u dvora a působil pak jako úředník na ministerstvu financí a vedl osobní referát v komisi pro správu Bosny a Hercegoviny. Na Říšské radě přistoupil ke konzervativnímu a federalistickému Hohenwartově klubu.
Rezignaci na mandát oznámil na schůzi 5. 12. 1882. Ve volebním období 1879–1885 se uvádí jako rytíř Josef Schneid von Treuenfeld, c. k. dvorní tajemník a statkář, bytem Vídeň. Na poslanecké křeslo rezignoval kvůli plicní chorobě. Poté, co se uzdravil, se vrátil do politiky a 12. června 1883 byl zvolen za poslance Kraňského zemského sněmu za kurii měst, obvod Idrija.
Byl aktivní i jako novinář. Roku 1883 se podílel založení listu Südsteirische Post, do kterého psal věštšinu úvodníků. Patřil mezi několik významných osobností německého původu, které se identifikovaly se slovinským národním hnutím, za což ho německé nacionální kruhy označovaly coby odrodilce.
Zemřel náhle v září 1884 na zápal plic.